# گلونقطه‌ای شکم‌قهوه‌ای
گلونقطه‌ای شکم‌قهوه‌ای (نام علمی: Epinecrophylla gutturalis)، که در گذشته مورچه‌گیرک شکم‌قهوه‌ای نامیده می‌شد، گونه‌ای از پرندگان در زیرتیرهٔ Thamnophilinae از تیرهٔ مورچه‌مرغان (Thamnophilidae) «نمادین» است. در برزیل، گویان فرانسه، گویان، سورینام و ونزوئلا یافت می‌شود.